# 南岳镇 (衡阳市)
南岳镇，是中华人民共和国湖南省衡陽市南岳区下辖的一个乡镇级行政单位。

## 行政区划
南岳镇下辖以下地区：
万福社区、金月社区、岳东社区、红星村、延寿村、白龙村、水濂村、新村、烧田村、光明村、荆田村、兴隆村、谭家桥村、双田村、黄竹村、红光村、枫木桥村、樟树桥村、紫峰村和泗塘村。